# Jachenau
Jachenau település Németországban, azon belül Bajorországban. Lakosainak száma 787 fő (2023. december 31.). Jachenau Kochel am See, Benediktbeuern és Lenggries községekkel határos.

## Népesség
A település népessége az elmúlt években az alábbi módon változott:
| Lakosok száma | 505  | 1015 | 705  | 828  | 842  | 841  | 861  | 858  | 822  | 787  |
|               | 1875 | 1950 | 1975 | 1987 | 2012 | 2014 | 2016 | 2017 | 2021 | 2023 |

## Fekvése
Lenggriestől délnyugatra fekvő település.

## Története

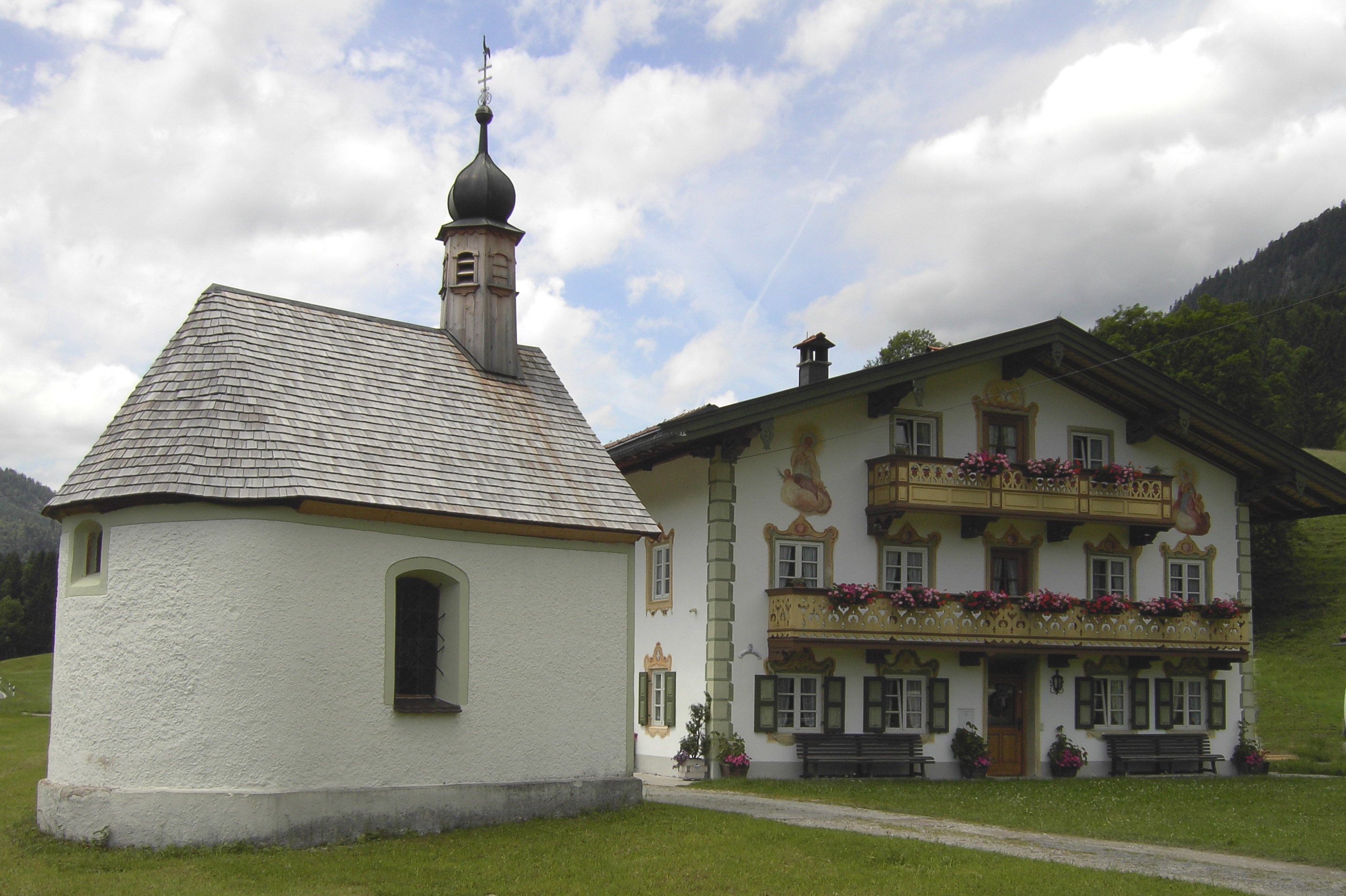

A 790 méter tengerszint feletti magasságban fekvő falucska az 1291-ben épült Szent Miklós templom (St.-Nikolaus-Kirche) körül alakult ki.
1803-ig Jachenau a benediktbeuerni kolostorhoz tartozott, 1808-1818 körül vált önálló politikai közösségé.
A település közelében található Németország legnagyobb hegyi tava a Walchen-tó (Walchensee).

## Nevezetességek

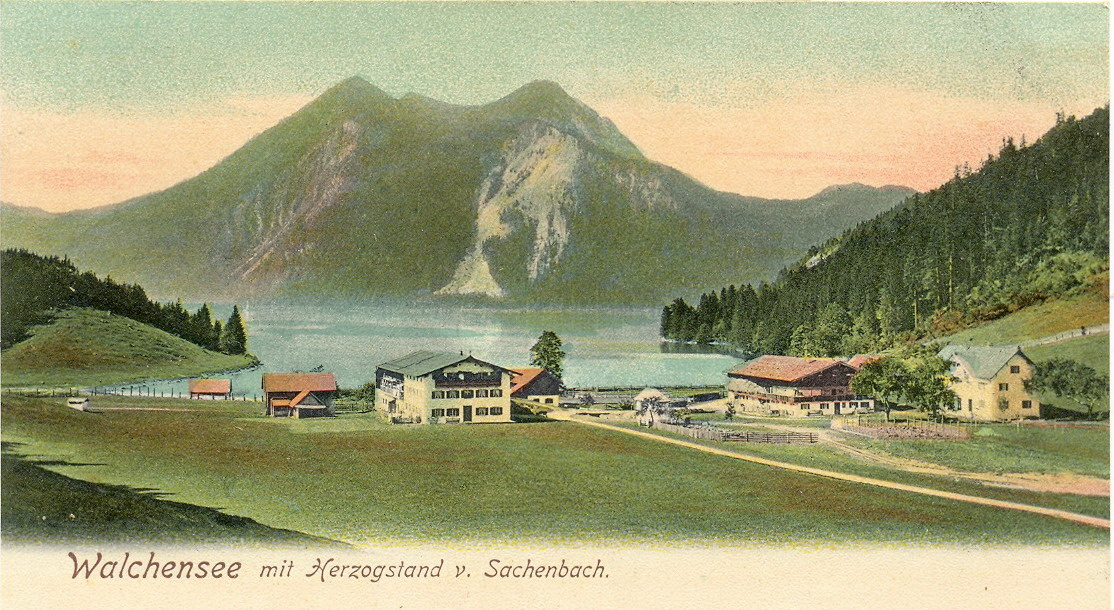

- Walchen-tó (Walchensee) - A nagyjából háromszög alakú tengerszem 7 km hosszú, 5 km széles, legnagyobb mélysége pedig 196 méter. Vize olyan sötétzöld, hogy időnként színe inkább feketének látszik.

A tó körül észak felől az 1567 m magas Jochberg, és az 1761 m. magasságú Herzogsland, nyugat felől az 1790 m-es Heimgarten, az 1392 m-es Greisberg és az 1838 m-es Simetsberg, dél felől pedig az 1303 m-es Hochkopf és az 1413 m-es Rautberg emelkedik. Kelketi partján fekvő fákkal benőtt kis sziget neve Sassau. Délnyugaton a tóba nyúló Zwergern nevű félsziget található, ahova 1688-ban a Szt. romos-rendi remeték építettek kápolnát és 1728-ban köréje építették a mai Szent Anna-templomot (St. Anna-Kirche) és melléje a Szent Anna zárdát. A kápolnából lett a templom szentélye, melynek díszei Szt. Benedek és Szt. Skolasztika életnagyságú faszobrai és a 12 apostol kis rokokó szobra. Kissé távolabb, ugyancsak a félszigeten az 1344-ben épült Szt. Margit-kápolnában (Kapelle St. Margaret) 14. századi freskó maradt fenn.

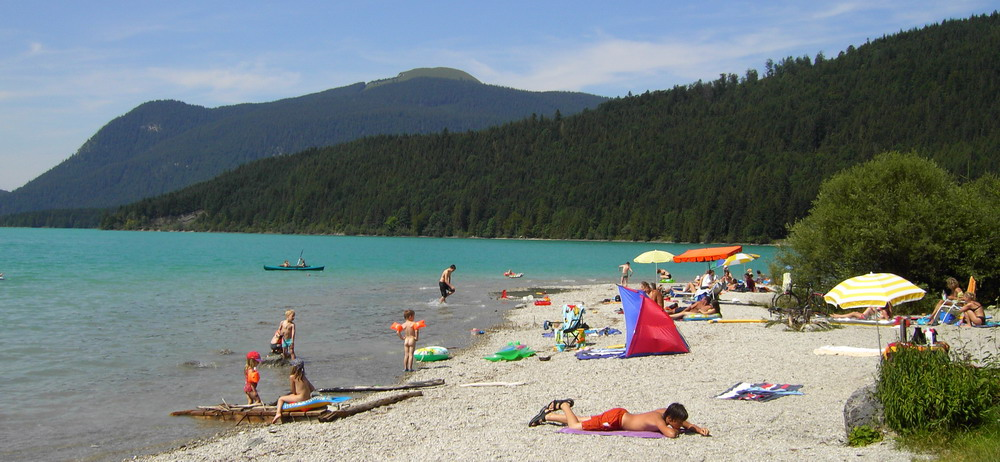
A Walchen-tó strandja